# グスターフ・シュヴァープ

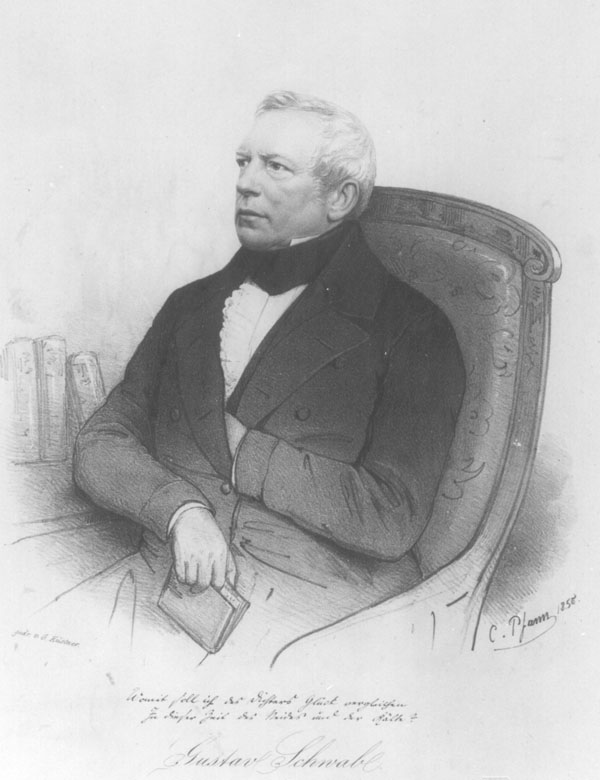
グスターフ・シュヴァープ

グスターフ・シュヴァープ（Gustav Schwab, 1792年6月19日 - 1850年11月4日）は、ドイツのロマン派の作家・詩人である。シュトゥットガルト出身。

## 作品一覧
- Gedichte (1828)
- Das Buch der schönsten Geschichten und Sagen (1837)
- Sagen des klassischen Altertums (1838–1840)

## 日本語訳
- 『ギリシア・ローマ神話 I-III』（角信雄訳、白水社、初版1966年）、度々新版
  - 第1巻：オウィディウス『変身物語』と、アルゴナウタイ伝説（アルゴナウティカ）などを述べる
  - 第2巻：ホメーロス『イーリアス』と、テーバイ伝説などを述べる
  - 第3巻：ホメーロス『オデュッセイア』と、ウェルギリウス『アエネーイス』を述べる